# Over You
«Over You» —en español: «Sobre usted»— es una canción coescrita y grabada por la cantante de música country Miranda Lambert. Fue lanzado en enero de 2012 como el segundo sencillo del álbum Four the Record.
«Over You» fue presentado la canción en los Premios Academy of Country Music el 1 de abril de 2012. El 1 de noviembre de 2012, Lambert y Blake Shelton ganó los Premios CMA al Mejor Canción del Año por «Over You» y, además, el 7 de abril de 2013, que también ganó los Premios ACM a la Canción del Año por «Over You».

## Video musical
El video musical de «Over You» fue dirigido por Trey Fanjoy y fusilados el 30 de enero de 2012 y 2 de febrero de 2012, y se estrenó el 1 de marzo de 2012. El video muestra a Lambert caminando a través de una zona boscosa durante una ligera nieve, antes de llegar a un conjunto de lápidas, donde se procede a lamentarse por la pérdida de su ser querido. Antes de volver a salir, ella coloca un reloj en la tumba. A lo largo del video, también se incluyen escenas de un caballo blanco corriendo entre los árboles, así como dos niños pequeños que juegan, uno de los cuales desaparece con el tiempo.

## Rendimiento en las listas
«Over You» debutó en el número 52 en la lista Billboard Hot Country Songs de Estados Unidos para la semana que finalizó el 7 de enero de 2012. También debutó en el número 93 en la lista Billboard Hot 100 de Estados Unidos en noviembre de 2011 (antes de su lanzamiento como sencillo oficial), y debutó en el número 84 en el Canadian Hot 100 para la semana del 17 de marzo de 2012. Ha vendido 1 338 000 copias en Estados Unidos a partir de junio de 2013.
| Listas (2012)                      | Mejor posición |
| ---------------------------------- | -------------- |
| Canadá (Canadian Hot 100)          | 52             |
| Estados Unidos (Billboard Hot 100) | 35             |
| Estados Unidos (Hot Country Songs) | 1              |

### Posición fin de año
| Listas (2012)                            | Posición |
| ---------------------------------------- | -------- |
| Estados Unidos Country Songs (Billboard) | 15       |

## Versión de Cassadee Pope
En noviembre de 2012, Cassadee Pope, la concursante y la eventual ganadora de la tercera temporada de The Voice, cubrió la canción en la parte superior del segmento 10 actuaciones en vivo del espectáculo. Como parte de la demostración, ella se dirigió a través de la duración de la feria por Blake Shelton, el coescritor de la canción. Se vendieron 152 000 copias en su semana debut, superando el récord de Javier Colon de 145 000 ventas de la unidad por su canción original «Stitch by Stitch», por lo que es el sencillo de mayor venta de la serie. Debutó en el número 25 en el Billboard Hot 100, y el número 3 en las listas Hot Digital Songs. se ha vendido un total de 277 000 copias en sus primeras cinco semanas (la duración de la exposición). la canción fue más tarde realizó de nuevo en el actuaciones finales de la serie, el 17 de diciembre.

### Posicionamiento
| Listas (2012)                            | Mejor posición |
| ---------------------------------------- | -------------- |
| Canadá (Canadian Hot 100)                | 15             |
| Estados Unidos Billboard Hot 100         | 25             |
| Estados Unidos Country Songs (Billboard) | 3              |